# Emerce
Emerce is een Nederlands tijdschrift en weblog dat zich richt op de berichtgeving over elektronische commercie.

## Geschiedenis
Emerce werd in 1998 opgericht door de voormalige IDG Nederland-uitgever Oscar Kneppers. Kneppers richtte voor het blad de bv Iconomy op. In juli 1999 nam Iconomy de website Webwatch.nl over van ICOM, een vennootschap van Maurice de Hond.
Onder hoofdredacteur Anton van Elburg werd de redactie uitgebreid. Ook organiseerde Emerce toen de eerste editie van 'Industry Day'. In 2001 nam Quote Media een belang van 51 procent in het blad en de site. In maart 2003 wilde de uitgever vanwege tegenvallende advertentie-inkomsten weer af van zijn belang, dat Quote-oprichter Maarten van den Biggelaar daarna op eigen titel wilde overnemen. Meningsverschillen daarover leidden tot onenigheid tussen Kneppers en Van den Biggelaar en tot het faillissement van Emerce in de zomer van 2003.
Uitgeverij VNU Business Publications kocht de titel uit het faillissement en gaf het blad een doorstart. Vanaf najaar 2003 was de website weer in de lucht en vanaf 2004 verscheen het blad ook weer in druk. Op 12 oktober 2005 was er voor het eerst een groot evenement onder de noemer Eday, waarop internationale sprekers op het gebied van internet en innovatie samenkomen.
Wegens tegenvallende resultaten bood VNU Media in november 2008 Emerce, net als de bladen Management Team en Sprout, te koop aan. Enkele maanden later werd het blad via een managementbuy-out overgenomen door Gijs Vroom, die bij VNU reeds uitgever van dit blad was.